# Peugeot 301
Peugeot 301 este o berlină din clasa subcompactă. Este un model low-cost. Se fabrică din anul 2012 și a avut un facelift în 2016. Competitorii săi sunt Dacia Logan și Fiat Tipo.